# Tonganosaurus
Genre
Espèce
Tonganosaurus (signifiant « lézard de Tong'an ») est un genre de dinosaures sauropodes du Jurassique retrouvé dans la formation géologique Yimen, en Chine. L'espèce-type, T. hei, a été décrite par Li Kui et al. en 2010. Elle est basée sur les fossiles de vingt vertèbres, de fragments de membres et de pectoral, ainsi qu'un membre postérieur complet avec une partie de hanche.